# ハルーミ
ハルーミ、ハロウミ (halloumi)は、キプロス料理の一種で、ヤギ乳と羊乳の混合物からカード紡ぎ法で作られるセミハードタイプのブラインド・チーズである。非熟成なものと熟成されたものがある。原料に牛乳が用いられることもある。融点が高く、フライやグリルに適している。ハルーミの製造にはレンネットが用いられ、酸や酸産生細菌は用いられない。
ハルーミは、キプロス、ギリシア、レバント等で人気がある。最近では、イギリスでも非常に人気がある。

## キプロスのハルーミ
ハルーミはキプロスが原産で、東ローマ帝国時代(395年-1111年)の間に初めて作られ、中東地域に広まっていった。

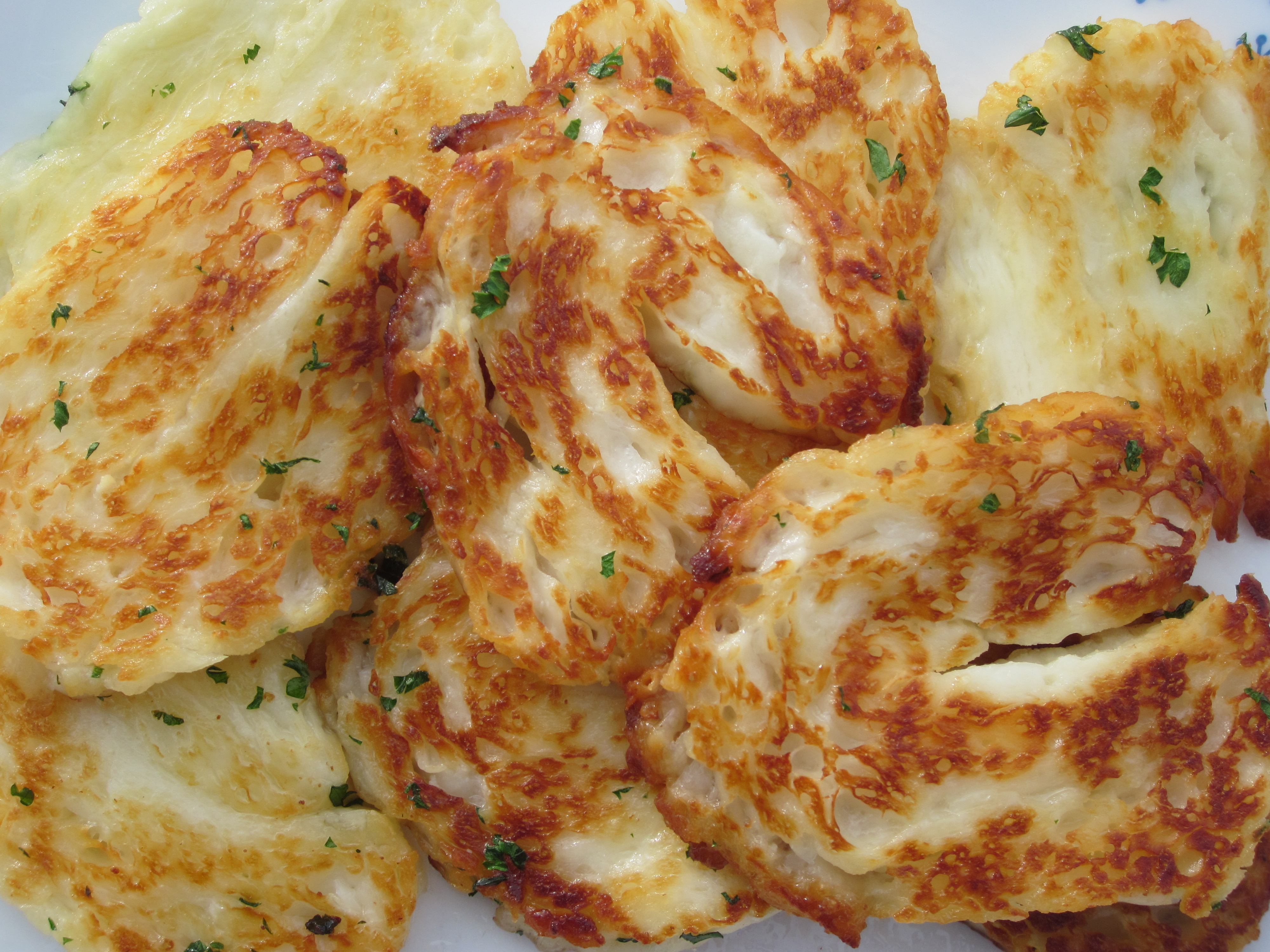
グリルしたハルーミ

このチーズは白く、モッツァレッラのような目立つ層構造を持ち、塩味がついている。塩水を含む原液に浸したまま保存され、-18℃以下で氷らせると最大1年は保存可能である。しばしばミントが飾られる。伝統的に、ミントの葉は防腐剤として用いられている。この習慣は、ミントの葉でハルーミを包むと、より新鮮で風味豊かな状態が保たれたという偶然の発見から始まった。この伝統に従って、販売されるハルーミの多くには、チーズの表面にミントの葉のかけらがあしらわれている。

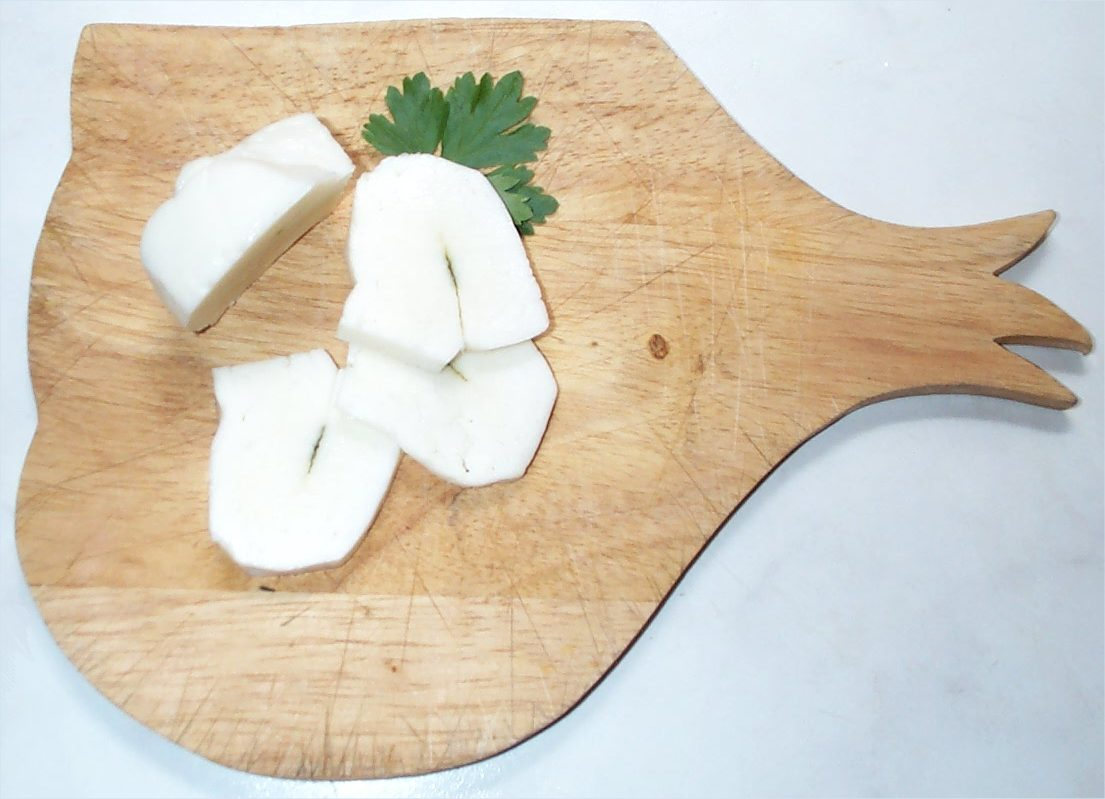
スライスした生のハルーミ

このチーズは料理に使われることも多く、茶色になるまで揚げても溶けることはない。そのため、サガナキ等のグリルにされたり、野菜とともに揚げ物にされたり、サラダの材料に使われる。キプロス人は、温かい時期にハルーミをスイカとともに食べることや、燻製した豚肉や羊肉のソーセージの薄切りと合わせたhalloumi and lountzaを好む。
融点の高さは、成形され塩水に入れられる前に加熱される新鮮なカードに由来する。伝統的なハルーミは、重量220-270g、大きなサイフ程度のサイズの半円型に成形される。含まれる脂肪分は、湿重量の約25%、乾重量の約47%で、タンパク質は約17%である。調理すると固い食感となり、噛むとキーキーと音をたてる。
伝統的なハルーミは、無殺菌の羊乳及びヤギ乳から作られる。原液に漬けて長期間保存したハルーミは、より乾燥し、より固くなり、より塩味が強くなる。
レバントや東地中海における文化の混合のため、ハルーミの起源については議論があるが、ハルーミは1990年代から、アメリカ合衆国においてはキプロスの製品として保護されている。しかし、欧州連合では、まだこのようなことは行われていない。この遅れは、乳製品製造業者と羊乳やヤギ乳の生産農家の間で、公認のハルーミに牛乳を含んだものを認めるか否か、またそうであれば、羊乳とヤギ乳の割合をどうするかについて、意見の衝突があった事が大きく影響している。
多くのキプロス人は、20世紀にイギリスから導入されるまで、島にはウシがほとんどいなかったことから、伝統的にハルーミは羊乳とヤギ乳からできていたことを認める。しかし、需要が大きくなってくるにつれ、チーズ業者は、より安くより豊富にある牛乳を原料に加え始めた。そのため、ハルーミは原産地名称保護制度に登録された。フェタやパルミジャーノ・レッジャーノ等、600以上の農産物と同等の地位にあたる。

## エジプトのハルーミ
エジプトのハルーミ(halumi)は、キプロスのハルーミと似ているが、本質的に異なるチーズであり、生のままか塩漬け、またはスパイスに漬けて食べられる。名前は、コプト語でチーズを意味する"halum"に由来し、古代エジプトでも食べられていたと信じられている。

## 語源
ハルーミという言葉は、恐らくアラビア語に由来すると考えられている。

## 栄養価
市販されているハルーミ100gの典型的な組成は、以下のとおりである。
| 脂肪       | 26 g     |
| 炭水化物   | 1.8 g    |
| タンパク質 | 22 g     |
| エネルギー | 322 kcal |